# CUL (VOCALO Revolution)
CUL（カル）は、VOCALO Revolution（ボカロレボリューション）のキャラクター、およびその歌声として作られた音楽製作用のボーカル音源である。2011年1月放送のテレビ番組『VOCALO Revolution』にて3DCGモデルとして登場し、同年12月22日にインターネット社から、ヤマハが開発した歌唱用の音声合成技術VOCALOIDを採用したパソコン向けのボーカル音源「VOCALOID3 CUL」が発売された。

## 概要
CULは、2011年1月にボカロレボリューション製作委員会が製作し独立局6局でテレビ放送された、地上波初のVOCALOID専門番組『VOCALO Revolution』の番組オリジナルキャラクターとして登場した。番組は、VOCALOIDを用いた作品をインターネット上で発表しているクリエイターのインタビューや、PVなどを取り上げたもので、その番組内で紹介する作品としてネットで既に発表されているPVだけでなく、何か新しい作品も作りたいという意向から、作品に使用するためのキャラクターとしてCULが生み出された。CULの名称はカルチャー（Culture）からとられている。キャラクターのビジュアルは3DCGモデル製作者のLatにより、番組プロデューサーのヒロトPと協議しながら、MikuMikuDance用の3DCGモデルとして作成された。声については、2011年1月に行われた『VOCALO Revolution』の放送では、ビープラッツが発売していたキャラクター無しのVOCALOID「VY1」の声を当てていた。
「VY1」の歌声を使ったキャラクターとして登場したCULであるが、番組放送後、借り物でないCULの声が欲しいといった要望があったこともあり、CUL自身の声のVOCALOID用音源の制作が行われることになる。製品の開発、製造販売は、インターネット社が担当している。ライブラリのベースとなる音声の提供者は、VOCALOIDに理解があり、声に特徴があるということから、声優の喜多村英梨を起用した。推奨するテンポは40BPM〜200BPM、推奨する音域は F2〜E4。低音域から中・高音域まであらゆるジャンルをパワフルに歌いこなすとされる。パッケージのキャラクターイラストは、番組に使用された落ち着いた雰囲気のデザインから、声にあわせたロックなイメージに描き直されており、ゴスパンク風の衣装となっている。
また裏設定として、CULは5姉妹の4女に当たり、「風雪月花」の花を司るとされ（残りの姉妹のイメージカラーはそれぞれ青・白・黄色）、他に生き別れの双子の妹の黒CUL（別名：濡鴉）がいるとされ、忍びの里で生まれ育ったことが明かされている。そして後述のROSAの登場により6姉妹であることが判明した。

### プロフィール
- 年齢：16歳
- 身長：157cm
- 体重：内緒
- 得意ジャンル：ロック／民族系音楽など
- イメージカラー：赤

## 関連企画・商品

### ボカロレボリューション製作委員会による企画
『VOCALO Revolution』
2011年1月にKBS京都、サンテレビ、千葉テレビ、テレビ神奈川、三重テレビ、テレビ埼玉で放送され、CULが初めて登場したボカロレボリューション製作委員会製作のテレビ番組。CULの3DCGモデルが番組で紹介するPVに使用されたが、歌声については「VY1」を使用している。
『歌ウデイズ』
「キタエリ×CUL2.5次元写真集」と銘打った、CULと音声を担当した喜多村英梨による写真集。「VOCALOID3 CUL」のアナザーストーリー。
『拝啓、あなたはボーカロイドを知っていますか?』
制作委員会代表幹事の北條俊正による、VOCALOIDを用いた作品を発表する女子高校生を主人公にVOCALOIDの文化を描いた小説。小説独自の設定のVOCALOIDとしてCULが登場する。2012年5月発売。

### 主な音楽CD
CULが曲に使用されていることが明記された主な音楽CD。
| タイトル                 | アーティスト | レーベル           | 発売日        |
| ------------------------ | ------------ | ------------------ | ------------- |
| V love 25〜Brave Heart〜 | オムニバス   | BinaryMixx Records | 2012年3月14日 |
| 坊歌ろいど 〜火の巻〜    | オムニバス   | U-Rythmix records  | 2012年4月27日 |
| 世迷言ユニバース         | ゆうゆ       | 日本クラウン       | 2012年5月23日 |

### KARENTによる音楽配信
クリプトン・フューチャー・メディアのレーベル「KARENT」により、iTunes Storeなどの音楽配信サイトから、「CUL」の名前が明記された楽曲を収録し販売されているアルバム。
| タイトル              | アーティスト | リリース日    |
| --------------------- | ------------ | ------------- |
| Muse                  | otetsu       | 2012年2月27日 |
| YELL -Bitter & Sweet- | キセノンP    | 2013年2月4日  |

### その他
メグメグ☆シンガーソングファイター（漫画：CAFFEIN、監修：株式会社インターネット、出版：KADOKAWA アスキー・メディアワークス）
CULをモデルにしたキャラクターが登場する。「COMIC@LOID」連載。2014年5月発売。

## 関連キャラクター
ROSA(ロサ)

CULの末妹。かつてCULを企画したヒロトPが新たに立ち上げた「株式会社ZAN-SHIN」により企画されたキャラクター。音声提供者はしらゆき。CeVIO AIによるトーク用ライブラリとSynthesizer V AIによるソング用ライブラリが発売された。
プロフィール
- 身長：152cm
- 性格：明るくやんちゃ
- 年齢：15歳
- イメージカラー：ピンク
- 好物：苺大福 

REV(レヴ)
CULの幼馴染の男性。ヒロトP本人が音声を提供している。元はCUL同様『VOCALO Revolution』の番組オリジナルキャラクターで、その時はビープラッツが発売していたキャラクター無しのVOCALOID「VY2」の声が当てられていた。TALQuによるトーク用ライブラリとDeepVocalによるソング用ライブラリがフリーソフトとして、CoeFont Cloudによるトーク用ライブラリが有料音源としてリリースされた。
WhiteCUL
CULの姉で、風雪月花4姉妹の次女にあたる。VOICEVOXによるトーク用音源がリリースされた他、VOCALOID6によるソング用音源の発売が予定されている。
プロフィール
- 年齢：20歳　
- 身長：165cm
- 体重：内緒
- 愛称：雪さん
- 相棒：雪おこじょ
- 好物：バニラソフトクリーム
- イメージカラー：白